# Plan Quinquenal en Argentina
El Primer Plan Quinquenal argentino, también conocido como Plan de Gobierno 1947-1951, fue un procedimiento de planificación estatal argentino, del primer gobierno del general Juan Domingo Perón.
Uno de los principales objetivos de Perón era lograr la independencia económica de Argentina, algo para lo que tomó diferentes medidas. El plan planteaba la necesidad de unificar las medidas que afectaban la exportación e importación. Estableció un programa mínimo de cinco años de obras y de inversiones necesarias para asegurar un suministro adecuado de materias primas, combustibles y equipos mecánicos, desarrollar racionalmente la industria y la agricultura del país.

## Historia
A principios del segundo semestre de 1946, la Secretaría Técnica de la Presidencia comenzó a preparar un pacto de gobierno para el período comprendido por los años 1946 y 1952. El Plan Quinquenal se anunció en el mensaje presidencial del 19 de octubre de 1947 como "Plan de Gobierno 1947-1951".
La toma de conocimiento fue novedosa: se convocó a ambas cámaras legislativas del Congreso Nacional, no formalmente como Asamblea, sino a título de invitación a senadores y diputados nacionales para acompañar la exposición del Presidente. El acto se desarrolló en el recinto de la Cámara baja, el 21 de octubre de 1946, con asistencia perfecta de la bancada oficialista, en cambio la opositora se abstuvo de concurrir. Abrió el acto el presidente del Senado y vicepresidente de la Nación, doctor Juan Hortensio Quijano, luego Perón y el secretario técnico, el barcelonés Dr. José Figuerola.
El Gobierno abrió una campaña de difusión, comenzando por charlas del Presidente Juan Domingo Perón, en el Teatro Colón, a trabajadores y luego a empresarios de la Unión Industrial Argentina y de la recién creada Asociación Argentina de la Producción, Industria y Comercio.

## Temas

### Gobernación del Estado

#### I. Política
Entre las medidas del área se destacan:
- La creación del Cuerpo de Abogados del Estado, que ejerce la representación frente a los Tribunales Contenciosos Administrativos.
- Reorganización de ministerios.
- Régimen Municipal de la Capital Federal; se dispone que la intendencia sea ejercida por el presidente de la Nación, quien a su vez puede delegar esta facultad en un funcionario designado para este fin. El Congreso Nacional asume el rol de Consejo Deliberante de la ciudad.
- Territorios Nacionales; se propone su provincialización.
- Ampliación de la ley electoral. Se aprueban leyes para darles derechos electorales a las mujeres y a los suboficiales del ejército, la armada y la policía.

#### II. Salud Pública
- Organización de la sanidad pública.
- Construcción, habilitación y funcionamiento de los servicios. El plan proponía agregar 25 mil camas al sistema sanitario nacional general y otras casi 60 mil para enfermedades particulares.

Obras realizadas
- Construcción de hospitales.
- Se expropiaron los terrenos del Albergue Warnes para construir el que iba a ser el mayor hospital de niños de Latinoamérica (finalmente no se terminó su construcción).

#### III. Educación
- Enseñanza primaria, secundaria y técnica.
- Enseñanza universitaria; el Plan Quinquenal incluía un proyecto de Estatuto Universitario.

Obras realizadas
- Plan de construcciones escolares en todas las provincias argentinas.[1] Esto incluyó Colegios Nacionales, escuelas Normales, escuelas Industriales, escuelas de Comercio y escuelas Técnicas.
- Construcciones universitarias. Se construyeron las ciudades universitarias de Tucumán y Córdoba.
- Creación de la Universidad Obrera Nacional, actual Universidad Tecnológica Nacional.

#### IV. Cultura
El gobierno se propone enaltecer y elevar el nivel cultural del pueblo argentino. Se fomenta el conocimiento del idioma castellano y el estudio de las lenguas "autóctonas" (indígenas).

#### V. Justicia
- Justicia federal.
- Extensión del fuero de trabajo a la jurisdicción federal.
- Notariado.
- Jurisdicción contenciosa administrativa.

### Defensa nacional
1. Ejército
2. Armada (Marina)
3. Aeronáutica

### Economía
El plan planteaba la necesidad de prever y codificar en un solo cuerpo el conjunto de medidas que afectaban la exportación y la importación, reglamentando la tipificación, el envase y la certificación de la calidad de los productos exportables y estableciendo un régimen aduanero ajustado a las realidades de ese momento. Esto diversificaba la industria formando nuevas zonas productivas, reemplazándolas adecuadamente en función de las fuentes de energía naturales, las vías de comunicación, los medios de transporte y los mercados de consumidores.
En su Art. 2.º se autorizaba al Poder Ejecutivo a financiar el plan con emisión de "Títulos de la Deuda pública" en la cuantía necesaria y/o cualquier otro medio adecuado, rindiendo cuenta anualmente al Congreso.  El art. 20.º daba el "Plan de Realizaciones e Inversiones" y desarrollaba diversos proyectos de ley.
Las secciones del plan en el área de economía eran:
1. Población
2. Obra Social
3. Energía
4. Trabajos públicos y transporte
5. Producción
6. Comercio Exterior
7. Finanzas

#### Obras realizadas
- Nacionalización del Banco Central en 1946, con el fin de que los industriales tuvieran fondos para facilitar el desarrollo de actividades económicas de interés nacional y para satisfacer las necesidades del comercio externo e interno.
- En 1952 el gobierno peronista decide saldar completamente la deuda externa, el país deudor de m$n 12.500 millones se convertía en acreedor por más de m$n 5.000 millones.[2]
- Creación del Instituto Argentino de Promoción del Intercambio (I.A.P.I.)
- Nacionalización de Entel, empresa de servicios telefónicos.
- A través de la empresa estatal Obras Sanitarias de la Nación, se llevó a cabo un programa de obras, para el periodo 1947-1951. En 1942 unos 6,5 millones de habitantes tenían provisión de agua corriente y 4 millones, servicios cloacales, y en 1955 los beneficiarios se ampliaron a 10 millones y 5,5 millones respectivamente.[3]
- Se expandió la Marina Mercante, que a fines de 1943 explotaba 42 barcos, afectados todos ellos al servicio de ultramar, con un personal de 15.000 trabajadores.
- Creación de la flota mercante de ultramar
- Entre 1946 y 1948 todas las líneas férreas fueron estatizadas bajo la órbita de la Empresa de Ferrocarriles del Estado Argentino (EFEA, luego Ferrocarriles Argentinos) que antes se encontraban, en su mayoría, en manos de empresas británicas y francesas. Se dio un fuerte impulso a la construcción de nuevos ramales y a la ampliación de la red ferroviaria, que llegó a contar en 1954 con más de 45 000 kilómetros.[4]
- Obras portuarias en Rosario, La Plata, Comodoro Rivadavia, Bahía Blanca y Mar del Plata
- Nacionalización de los elevadores de granos.
- Nacionalización de los servicios de gas.
- Construcción de usinas eléctricas.
- Ampliación de los derechos del trabajador, sanción del estatuto del Peón Rural.
- Creación de los Tribunales del Trabajo.
- Jubilación de los empleados de comercio.
- Régimen de previsión para el personal de la industria y afines.
- Vivienda: construcción de 350.000 viviendas para obreros en toda la república. Construcción de Barrio Residencial Cornelio Saavedra (Buenos Aires). Los departamentos del Barrio Curapaligue, y la Autopista a Ezeiza. La Ciudad Evita y  Barrio Los Perales, Barrio Manuel Dorrego.[5]
- Construcción de diques y embalses: embalse La Angostura y El Mollar
- Usinas hidroeléctricas y térmicas
- Obras fluviales
- Petróleo. Destilerías. Desarrollo de la flota petrolera
- Exploración de carbón mineral
- Desagües y saneamiento rural. Tecnificación del Agro para Incrementar las Exportaciones. Obras de riego.
- Provisión de agua. Desagüe cloacal Acueductos.
- Construcción del Aeropuerto Internacional Ministro Pistarini.
- Parques nacionales. Hoteles nacionales de turismo.

## Propagandas

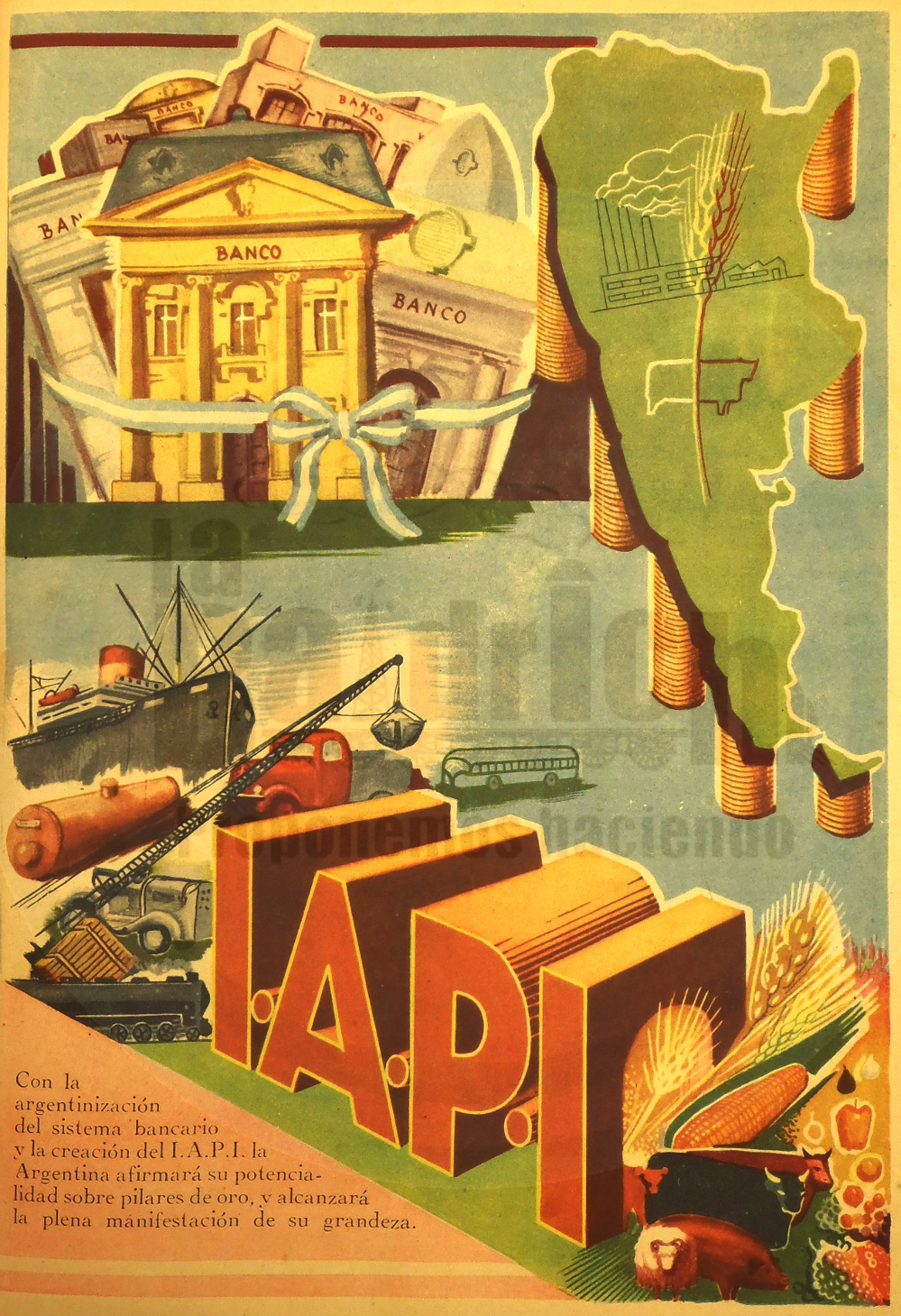
Propaganda del Primer Plan Quinquenal, promocionando el IAPI.
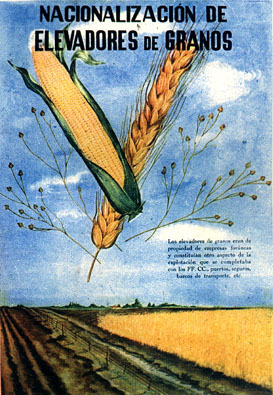
Propaganda de la Nacionalización de los elevadores de granos
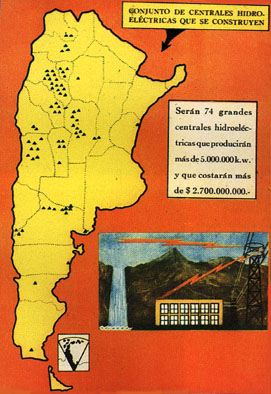
Propaganda de las centrales hidroeléctricas que se construirían.
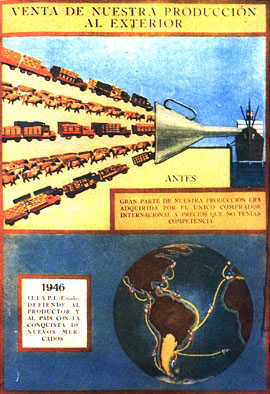
Propaganda del Primer Plan Quinquenal. Venta de nuestra producción al exterior
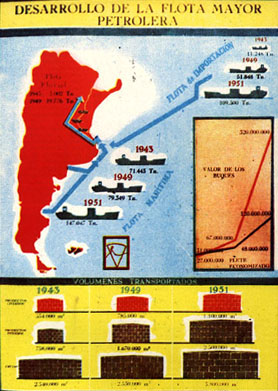
Propaganda ilustrando el desarrollo de la flota petrolera argentina, 1943-1951.